# Lusikkaluodot (ö, lat 61,48, long 28,13)
Lusikkaluodot är en ö i Finland. Den ligger i sjön Saimen och i kommunen Puumala i den ekonomiska regionen  S:t Michel och landskapet Södra Savolax, i den södra delen av landet, 220 km nordost om huvudstaden Helsingfors. Öns area är 1,1 hektar och dess största längd är 160 meter i nord-sydlig riktning.  Notera att namnet antyder att det är fråga om flera öar.
Notera att det är egentligen fråga om flera öar, som heter Korkiatluodot (namnet antyder höga skär). Lusikkaluodot är några mindre klippor vid Korkiatluodot.